# Atabapo
Atabapo è un comune del Venezuela situato nello stato dell'Amazonas.
Il capoluogo del comune è la città di San Fernando de Atabapo.